# Moonrunners

Moonrunners est un film de série B américain réalisé par Gy Waldron et sorti en 1975. Inspiré de la biographie du bootlegger Jerry Rushing (en), il s'agit du film précurseur de la série télévisée Shérif, fais-moi peur.

## Synopsis

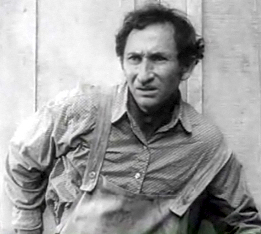
Arthur Hunnicutt (ici en 1950) joue le rôle l'oncle Jess.

Les frères Lee (Hagg en version originale), transportent de l'alcool illégalement pour le compte de leur oncle Jesse, en faisant face à Jake Rainey, un homme d'affaires intéressé par ce trafic, et le shérif Roscoe Coltrane, prêts à tout pour arrêter les frères Lee.

## Fiche technique
- Titre original : Moonrunners
- Réalisation : Gy Waldron
- Scénario : Gy Waldron
- Direction artistique : Pat Mann et Patrick Mann
- Photographie : Brian W. Roy
- Montage : Avrum M. Fine
- Musique : Waylon Jennings[2]
- Production : Bob Clark
- Société de production : Moonrunner
- Société de distribution : United Artists
- Format : Couleur - 1,85:1 - Son monophonique
- Durée : 110 minutes
- Pays de production :  États-Unis
- Genre : Comédie, action
- Date de sortie : États-Unis : 14 mai 1975

## Distribution
- James Mitchum : Grady Hagg
- Kiel Martin : Bobby Lee Hagg
- Arthur Hunnicutt : Oncle Jesse Hagg
- Chris Forbes : Beth Ann Eubanks
- George Ellis : Jake Rainey
- Pete Munro : Zeebo
- Joan Blackman : Reba Rainey
- Waylon Jennings : le narrateur
- Ralph Mooney : Steel guitare et tambours
- Don Brooks : Harmonica
- Fred Newell : Lui-même - guitare / banjo
- Larry Whitemore : guitare rytmique
- Duke Goff : guitare basse
- Richie Albright : percussions
- Elaine McFarlane : la barmaid de Jake Rainey
- Joey Giardello : l'homme du syndicat
- Rick Hunter : le patron du Rowdy Boar's Nest
- Dick Steinborn : le patron du Obnoxious bar
- Happy Humphrey : Tiny, l'homme du syndicat
- John Chappell : Luther, short deputy sheriff
- Bill Moses : l'agent fédéral en charge
- Bob Hannah : Roy Adderholt
- Bruce Atkins : Shérif Roscoe Coltrane
- Edie Kramer : une auto-stoppeuse du camion de Jake Rainey
- Lois Zeitlin : une auto-stoppeuse du camion de Jake Rainey
- Bill Gribble : Cooter Pettigrew
- James Beard : le ministre
- Philip Pleasants : le frère de Cooter
- Ben Jones : Fred, l'agent fédéral de Chicago